# Illa de Lord Howe
|  | Per a altres significats, vegeu «Atol Lord Howe». |

Bandera de l'illa Lord Howe

L'illa de Lord Howe és una illa volcànica de forma irregular situada al Mar de Tasmània entre Austràlia i Nova Zelanda 600 km a l'est del Port Macquarie, i a uns 900 km de l'illa Norfolk. El grup d'illes de Lord Howe està declarat Patrimoni de la Humanitat per la UNESCO.
L'illa fa uns 11 km de llarg i entre 2,8 km i 0,6 km d'ample amb una superfície de 16,56 km². Al llarg de la costa oest hi ha una llacuna d'escull de corall. La majoria dels habitants es concentren al nord de l'illa i el sud està dominat per turons forestats, essent el punt més alt el Mont Gower a 875 m d'altitud. El grup d'illes de Lord Howe consta de 28 illes, illots i roques.
El primer europeu en avistar aquesta illa va ser el lloctinent Henry Lidgbird Ball, el 17 de febrer de 1788 quan anava a la recerca d'un lloc per fer una presó a l'illa Norfolk. Va començar a ser poblada de forma permanent l'any 1834 i la seva economia antigament estava centrada en la caça de la balena i l'exportació de la planta ornamental Kentia Actualment hi és important el turisme.
Té un clima subtropical. La pluviometria és variable, amb una mitjana de 1.600 litres, segons els anys. La temperatura mitjana mínima és de 13 °C(juliol i agost, en l'hivern austral) i no hi ha gelades La temperatura màxima absoluta és de 29.5 °C i la mínima absoluta de 6 °C.